# Емерсон (Айова)
Емерсон (англ. Emerson) — місто (англ. city) в США, в окрузі Міллс штату Айова. Населення — 403 особи (2020).

## Географія
Емерсон розташований за координатами 41°1′5″ пн. ш. 95°24′10″ зх. д. / 41.01806° пн. ш. 95.40278° зх. д. (41.018044, -95.402742).  За даними Бюро перепису населення США в 2010 році місто мало площу 0,66 км², уся площа — суходіл.

## Демографія
Згідно з переписом 2010 року, у місті мешкало 438 осіб у 186 домогосподарствах у складі 123 родин. Густота населення становила 660 осіб/км².  Було 203 помешкання (306/км²).
Расовий склад населення:
| - 98,9 % — білих |

До двох чи більше рас належало 1,1 %. Частка іспаномовних становила 0,5 % від усіх жителів.
За віковим діапазоном населення розподілялося таким чином: 21,9 % — особи молодші 18 років, 58,9 % — особи у віці 18—64 років, 19,2 % — особи у віці 65 років та старші. Медіана віку мешканця становила 45,8 року. На 100 осіб жіночої статі у місті припадало 94,7 чоловіків;  на 100 жінок у віці від 18 років та старших — 89,0 чоловіків також старших 18 років.
Середній дохід на одне домашнє господарство  становив 59 138 доларів США (медіана — 51 645), а середній дохід на одну сім'ю — 67 580 доларів (медіана — 65 625). Медіана доходів становила 44 318 доларів для чоловіків та 30 000 доларів для жінок. За межею бідності перебувало 6,9 % осіб, у тому числі 2,8 % дітей у віці до 18 років та 1,4 % осіб у віці 65 років та старших.
Цивільне працевлаштоване населення становило 236 осіб. Основні галузі зайнятості: освіта, охорона здоров'я та соціальна допомога — 22,5 %, виробництво — 15,3 %, роздрібна торгівля — 11,9 %.